# Халафов, Абузар Алы оглы
Халафов Абузар Алы оглы (25 декабря 1931, Джиль, Басаргечарский район — 27 апреля 2020, Баку) — основоположник библиотечного дела в Азербайджане, академик Международной академии информатизации при ООН, заслуженный деятель науки Азербайджана (2001) и заслуженный работник культуры Азербайджанской ССР (1969), президент Общества библиотекарей Азербайджана, заведующий кафедрой библиотековедения Бакинского государственного университета, доктор исторических наук, профессор.

## Жизнь и деятельность
Абузар Халафов родился 25 декабря 1931 года в селе Джиль Армянская ССР. В 1950 году, после окончания средней школы в селе Тоглуджа Гёйча, он поступил на библиотечно-библиографическое отделение филологического факультета Азербайджанского государственного университета. А. Халафов работал преподавателем в АГУ в год окончания высшего образования. В 1962 году при активном участии А. Халафова библиотечный факультет АГУ стал самостоятельным факультетом библиотековедения, он стал первым деканом этого факультета и эффективно проработал на этой должности 25 лет. С 1963 по 2016 год работал заведующим кафедрой библиотековедения.
А. Халафов получил известность как первый доктор наук в истории библиотечного дела в СССР и основал Азербайджанскую научную школу библиотечного дела. Профессор Халафов также работал членом единого специализированного совета по защите докторских диссертаций, много лет действовавшего в Советском Союзе — Москве.
Участвовал в качестве оппонента или члена Советов по защите многих кандидатских и докторских диссертаций, защищенных по вопросам культуры, библиотечного строительства, истории и теории библиотечного дела в Азербайджане, России, Грузии, Узбекистане.
Историко-теоретические проблемы высшего библиотечно-библиографического образования в Азербайджане занимают важное место в научных исследованиях А. Халафова. Его книги «Развитие библиотечного образования в Азербайджане», «Высшее библиотечное образование в Азербайджане», многочисленные статьи, учебно-методические материалы оказали значительное влияние на концептуальное решение библиотечно-библиографического образования и подготовки высококвалифицированных специалистов в республике.
Профессор А. Халафов сыграл неоценимую роль в подготовке специалистов, научно-педагогических кадров в области библиотечно-библиографического дела. В целом он создал в Азербайджане специальную научную школу в области библиотечного дела, подготовил 1 доктора наук и более 10 кандидатов наук (доктор философии), которые проводили обширные исследования по истории, теории, методологии и актуальным проблемам библиотечного дела. работа. Известный ученый также проявил особую активность в качестве научного руководителя или оппонента при подготовке 25 кандидатов наук и докторов наук.

## Образование, учёные степени и учёные звания
- 1950—1955 гг. — библиотечное отделение филологического факультета Азербайджанского государственного университета;
- 1961 г., кандидат наук. Кандидатская диссертация на тему «История библиотечного дела в Азербайджане (1920—1932 годы)»;
- 1964 г., доцент;
- 1975 г., кандидат технических наук, докторская диссертация на тему «История библиотечного дела в Азербайджане (1933—1958 годы)»;
- 1978 г., профессор.

## Трудовая деятельность
- 1955—1978 гг. — преподаватель, завуч, доцент библиотечного факультета;
- 1962-70 и 1980—1994 гг. — декан библиотечного факультета;
- Член Большого ученого совета БГУ с 1962 года по 2020 год;
- С 1963 по 2020 год заведующий кафедрой библиотековедения;
- 1964—1984 гг. — председатель Межведомственного библиотечного совета при Министерстве культуры Азербайджанской ССР;
- 1965—1980 гг. — член Межведомственного библиотечного совета при Министерстве культуры СНИИ;
- С 1966 по 2020 год научный руководитель Азербайджанской советской энциклопедии;
- 1970—1979 гг., редактор серии «Библиотечное дело и библиография» научных трудов БГУ;
- С 1972 по 2020 год председатель «Отдела библиотечного дела, библиографии и библиографии» Научно-методического совета Министерства высшего и среднего образования Азербайджанской ССР;
- 1982—1987 гг. — ректор Народного университета «Китаб» при Республиканском обществе книголюбов;
- 1990 год — член рабочей группы по разработке Закона Азербайджанской Республики об образовании;
- С 1995 по 2020 год заместитель председателя Совета ветеранов БГУ;
- 1998 год — председатель Издательского совета БГУ;
- 1998 год — председатель рабочей группы, подготовившей проект Закона Азербайджанской Республики «О библиотечной деятельности»;
- В 1999 году впервые в Азербайджане создал Общество библиотекарей Азербайджана и стал его первым президентом;
- 1999 год — руководитель ЭТЛ «Автоматизация библиотечных процессов»;
- 2000 год — член-корреспондент Международной академии информатизации при ООН;
- 2001 год — действительный член (академик) Международной академии информатизации при ООН;
- 2008 год — член рабочей группы по разработке проекта Закона Азербайджанской Республики об образовании.

## Награды
- 1946 г. — медаль «За доблестный труд в Великой Отечественной войне 1941—1945 гг.»;
- 1969 г. — почётное звание Заслуженный работник культуры Азербайджанской ССР;
- 1970 г. — медаль «За доблестный труд»;
- 1971 г. — почётный орден Всесоюзного общества «Знание»;
- 1974 г. — Знак «Победитель социалистического соревнования» 1973 г.;
- 1976 г. — юбилейная медаль «30 лет Победы в Великой Отечественной войне 1941—1945 гг.»;
- 1977 г. — «знак отличия победителя конкурса социализма 1976 г.»;
- 1979 г. — нагрудный знак «За особые заслуги в труде»;
- 1981 г. — почётный указ Министерства высшего и среднего образования Азербайджана;
- 1984 г. — медаль «Н. К. Крупская»;
- 1984 г. — Знак «Победитель социалистического соревнования» 1983 г.;
- 1985 г. — юбилейная медаль «40 лет Победы в Великой Отечественной войне 1941—1945 гг.»;
- 1987 г. — нагрудный знак «За активную деятельность»;
- 1989 г. — медаль «Ветеран труда»;
- 1995 г. — юбилейная медаль «50 лет Победы в Великой Отечественной войне»;
- 11 февраля 2000 г. — орден «Слава» — по случаю 80-летия Бакинского государственного университета имени Мамедама Расулзаде, за заслуги в области науки и образования[8];
- 2000 г. — нагрудный знак «Ветеран войны 1941—1945 гг.»;
- 24 декабря 2001 г. — почётное звание Заслуженный деятель науки Азербайджана — за заслуги в развитии библиотечного дела в Азербайджане[9];
- 2001 г. — медаль «Благотворительность и образование»;
- 2002 г. — премия азербайджанского ученого ABI;
- 2002 г. — премия за академические достижения;
- 2004 г. — избран «Человеком года-2004» в Америке;
- 2005 г. — почетное звание «Учитель года»;
- 2006 г. — нагрудный знак «Просветитель Алачи»;
- 31 мая 2007 г. — Персональная пенсия Президента Азербайджанской Республики[10]
- 2019 г. — юбилейная медаль «100 лет Бакинскому государственному университету (1919—2019)».
- 25 ноября 2019 г. — орден «Честь» — по случаю 100-летия Бакинского государственного университета и за заслуги в развитии образования и науки в Азербайджане[11]

## Область исследования
- История библиотечной работы в Азербайджане
- Современные проблемы библиотечного дела.

## Книги
- Xelefov/eserleri/kitablar/kft.pdf Kitabxana fondu təşkilinin bəzi məsələləri. — B.: «ADU» nəşriyyatı, 1958. 64 s.
- Xelefov/eserleri/kitablar/1960ax.pdf Azərbaycanda kitabxana işinin tarixindən (1870—1920) — B.: «ADU» nəşriyyatı, 1960. 83 s.
- Xelefov/eserleri/kitablar/saki.pdf Sovet Azərbaycanında kitabxana işinin tarixi (1920—1932). —Bakı, 1960. 188 s.
- Из истории библиотечного дела в Советском Азербайджане (1920—1932 гг.): Автореферат диссертации на соискание ученой степени кандидата исторических наук. — Б., 1961. 17 с.
- Azərbaycanda kitabxana işinin tarixi (1933—1958) — Bakı: Azərnəşr, 1974, 244 s.
- Xelefov/eserleri/kitablar/lenin.pdf Lenin və kitabxana işi — B.: Azərnəşr, 1974.- 102 s.
- История библиотечного дела в Азербайджане (1933—1958 гг.): Автореферат диссетации на соискание ученой степени доктора исторических наук. — Б., 1974. 138 с.
- Библиотечный факультет. — Б., 1981. 32 с. В соавторстве Р. А. Кязимовым.
- Xelefov/eserleri/kitablar/ax1986.pdf Azərbaycanda kitabxana işinin tarixindən (Qədim dövrdən XVIII əsrin axırınadək). — B.: Bilik, 1986. 51 s.
- Kitabxana işçisinin məlumat kitabı. — Bakı : Azərnəşr, 1986. 286 s. R. Kazımov və E. Bədəlovla birlikdə.
- Xelefov/eserleri/kitablar/akti.pdf Azərbaycanda kitabxanaçılıq təhsilin inkişafı. — B.: «Maarif» nəşriyyatı, 1987. 130 s.
- Kitabxana işinin tarixi kursuna giriş. Bakı Universiteti, 1996, 36 s., 20 sm.
- Kitabxanaşünaslıq: Kitabxana kataloqları (ali məktəblər üçün dərslik). Bakı Universiteti, 1996. 212 s. Bədəlov E. M., Abbasova A. N. və b. birlikdə.
- T. Quliyev, M. Həsənov, A. Əliyev və S. Mustafayeva ilə birlikdə.
- Kitabxanaşünaslığa giriş (dərslik). — Bakı, 1996. 58 s.
- Azərbaycanda ali kitabxanaçılıq təhsili. — B.: BDU, 1998. — 130s.
- Respublika Elmi-Texniki kitabxanası (1930—2000): Kitabxananın 70 illiyinə həsr edilmiş qısa tarixi oçerk / Bakı Universiteti, 2001. — 38 s.
- Azərbaycanda kitabxana işinin tarixi (qısa icmal)/ Bakı Universiteti, 2001.-52 s.
- Kitabxanaşünaslığa giriş, 3 hissədə dərslik: I hissə (nəzəri əsaslar), II hissə, III hissə (kitabxana işi haqqında təlim). Bakı: BDU, 2001—2003.
- Xelefov/eserleri/kitablar/xa_kitkg.pdf Kitabxana işinin tarixi kursuna giriş — Bakı Universiteti, 2002. 38 s.
- Heydər Əliyev: Biblioqrafik məlumat kitabı /Red. və ön sözün müəllifi A. M. Məhərrəmov. — B.: Bakı Universiteti Nəşriyyatı, 2003. 434 s. S. A. Sadıqova ilə birlikdə.
- Гейдар Алиев: Библиографический справочник / Ред. и автор выступ. слова А. М. Магеррамов. — Б.: Издательство Бакинского Университета, 2003. 446 с. Вместе с С. А. Садыговой.
- Heydar Aliyev: Bibliografik reference book /Editor and preface A. M. Maharramov. — B.: Baku University Press, 2003. 455 p. Togeather with S.A.Sadigova.
- Azərbaycanda kitabxana işinin tarixi: ən qədim dövrdən XX əsrə qədər, 2 hissədə dərslik: I hissə, II hissə. BDU, 2004.-328 s.
- Heydər Əliyev və Azərbaycanda kitabxana işi. — B.: Azərnəşr, 2006. — 312s.
- XXI əsrin əvvələrində Azərbaycanda kitabxana işinin əsas inkişaf istiqamətləri: mülahizələr, təkliflər və proqnozlar. AMEA Mərkəzi Elmi Kitabxana.-Bakı, 2006.-106 s.
- Kitabxanaların kompüterləşdirilməsinin əsasları (dərslik) — Bakı Universiteti, 2007. −200 s.- A.Qurbanovla birlikdə.
- Bakı Dövlət Universitetinin Elmi Kitabxanası 90 il elm və təhsilin xidmətində. Bakı Universiteti, 2009.-208, [1] s.
- Azərbaycanda kitabxana işinin tarixi (dərslik), 3 hissədə: II hissə (XX əsrin I yarısında), III hissə (XX əsrin II yarısında və XXI əsrin əvvələrində). Bakı Universiteti, 2010.
- Kitabxana və cəmiyyət — B: «Azərnəşr», 2011.- 348 s.

## Источник
«Осмысленный образ жизни». Фаррух Рустамов. Педагогические очерки: Мои предшественники и современники. — Баку: Наука и образование, 2010. — с. 152.

## Примечание
1. 1 2  Professor Abuzər Xələfov vəfat edib
2. ↑  İsmayılov, X. Milli kitabxanaşünaslığımızın yaradıcısı //Respublika.- 2011.- 22 dekabr.- S. 7.
3. ↑  Elektron məlumat bazası. Дата обращения: 26 января 2016. Архивировано 23 марта 2022 года.
4. ↑  Azərbaycanda kitabxanaşünaslıq elminin banisi — sabuncu.libmks.az saytı. Дата обращения: 9 марта 2014. Архивировано из оригинала 12 августа 2014 года.
5. ↑  ELÇİN YUSIF OĞLU ƏHMƏDOV. Дата обращения: 25 октября 2019. Архивировано 19 февраля 2020 года.
6. ↑  Mehmanəli Məmmədov. Дата обращения: 24 октября 2019. Архивировано 19 января 2020 года.
7. ↑  Arxivlənmiş surət. Дата обращения: 10 ноября 2019. Архивировано 20 февраля 2020 года.
8. ↑  Məmmədəmin Rəsulzadə adına Bakı Dövlət Universiteti müəllimlərinin təltif edilməsi haqqında. Дата обращения: 7 июля 2024. Архивировано 9 января 2021 года.
9. ↑  A. A. Xələfova "Əməkdar elm xadimi" fəxri adının verilməsi haqqında. Дата обращения: 7 июля 2024. Архивировано 8 июля 2024 года.
10. ↑  РАСПОРЯЖЕНИЕ ПРЕЗИДЕНТА АЗЕРБАЙДЖАНСКОЙ РЕСПУБЛИКИ О ПРЕДОСТАВЛЕНИИ ПЕРСОНАЛЬНЫХ СТИПЕНДИЙ ПРЕЗИДЕНТА АЗЕРБАЙДЖАНСКОЙ РЕСПУБЛИКИ
11. ↑  Распоряжение Президента Азербайджанской Республики О награждении сотрудников Бакинского государственного университета. Дата обращения: 7 июля 2024. Архивировано 23 апреля 2021 года.